# Кросланд, Алан
Алан Кросланд (англ. Alan Crosland; 10 августа 1894, Нью-Йорк — 16 июля 1936, Голливуд, Лос-Анджелес) — американский актёр, режиссёр, сценарист, продюсер. Известен тем, что в 1927 году снял первый в истории полнометражный фильм «Певец джаза» с использованием озвучивания синхронных реплик, положивший начало коммерческому превосходству звуковых фильмов в прокате и закату эпохи немого кино.

## Биография
Родился в Нью-Йорке в обеспеченной семье, посещал Дартмутский колледж. После окончания университета устроился на работу в газету «New York Globe» репортёром. Увлёкся театром, стал играть на сцене, появился в нескольких спектаклях по пьесам Шекспира.
А. Кросланд начал свою карьеру в киноиндустрии в 1912 году на Киностудии «Эдисон» в Бронксе, Нью-Йорк, где в течение двух лет работал на разных должностях, пока хорошо не освоил кинопроизводство. Стал самостоятельно снимать короткометражные фильмы. До 1917 года снял несколько полнометражных фильмов. В 1920 году снял кинокомедию «Хлопушка» с Олив Томас в главной роли, фильм стал одним из последних фильмов актрисы, скончавшейся в сентябре того же года.
С 1925 года А. Кросланд работал на Джесси Ласки, одного из основателей студии «Famous Players-Lasky» (позже Paramount Pictures), затем был принят на работу в «Warner Bros.». Работая на её голливудских студиях, в 1926 году поставил несколько немых фильмов, в частности, «Дон Жуан» с Джоном Берримором в главной роли. Это был первый полнометражный фильм с синхронизированными звуковыми эффектами и музыкальным сопровождением, хотя и не имел ещё никакого разговорного диалога. После съёмки фильма «Певец джаза» (1927) с Элом Джолсон в главной роли, стал общеизвестным режиссёром, заложившим основы эры мирового звукового кино.
Погиб в 1936 году в результате автомобильной аварии в Лос-Анджелесе. Был похоронен на кладбище Hollywood Forever. Его могила оставалась без надгробия в течение 67 лет, пока оно не было установлено на средства организации «The Hollywood Underground» в 2003 году.
Был трижды женат на Натали Мурхед (развод), Илэйн Хаммерстин (развод) и Хуаните Флетчер (развод). Его сын, Алан Кросланд, младший (1918—2001) также имел успешную карьеру режиссёра телевидения.
За свою кинокарьеру снял 58 фильмов, написал 2 киносценария, продюсировал 2 фильма.

## Избранная фильмография
- Santa Claus vs. Cupid (1915) (сценарий)
- Kidnapped (1917)
- The Light in Darkness (1917)
- Chris and His Wonderful Lamp (1917)
- The Little Chevalier (1917)
- The Apple Tree Girl (1917)
- Водоворот / The Whirlpool (1918)
- Неверующий / The Unbeliever (1918)
- The Country Cousin (1919)
- Greater Than Fame (1920)
- Everybody’s Sweetheart (1920)
- Youthful Folly (1920)
- Хлопушка/ The Flapper (1920)
- The Point of View (1920)
- Broadway and Home (1920)
- Worlds Apart (1921)
- Is Life Worth Living? (1921)
- Room and Board (1921)
- Slim Shoulders (1922)
- Shadows of the Sea (1922)
- Лицо в тумане / The Face in the Fog (1922)
- Why Announce Your Marriage? (1922)
- The Snitching Hour (1922)
- The Prophet’s Paradise (1922)
- Враги женщин / Enemies of Women (1923)
- Под красной мантией / Under the Red Robe (1923)
- Три недели / Three Weeks (1924)
- Майами / Miami (1924)
- Неосторожные женщины / Unguarded Women (1924)
- Грешники в раю / Sinners in Heaven (1924)
- Контрабанда / Contraband (1925)
- Компромисс / Compromise (1925)
- Bobbed Hair (1925)
- Дон Жуан / Don Juan (1926)
- Когда мужчина любит / When a Man Loves (1927)
- Любимый плут / The Beloved Rogue (1927)
- Старый Сан-Франциско / Old San Francisco (1927)
- Певец джаза/ The Jazz Singer (1927)
- Славная Бетси / Glorious Betsy (1928)
- The Scarlet Lady (1928)
- На шоу / On with the Show (1929)
- Генерал Крек / General Crack (1929)
- Фурии / The Furies (1930)
- Песня пламени / Song of the Flame (1930)
- Большой парень / Big Boy (1930)
- Viennese Nights (1930)
- Captain Thunder (1930)
- Children of Dreams (1931)
- The Silver Lining (1932)
- Week Ends Only (1932)
- Здравствуй, сестричка! / Hello, Sister! (1933)
- Резня / Massacre (1934)
- The Personality Kid (1934)
- Полночное алиби / Midnight Alibi (1934)
- Дело о воющей собаке / The Case of the Howling Dog (1934)
- Белый какаду / The White Cockatoo (1935)
- It Happened in New York (1935)
- Мистер Динамит / Mister Dynamite (1935)
- Lady Tubbs (1935)
- Король Соломон с Бродвея / King Solomon of Broadway (1935)
- Великое перевоплощение / The Great Impersonation (1935)
- Дело о чёрном коте / The Case of the Black Cat (1936)

### Награды
- Почётный Оскар, 1929 г. — Специальная награда «за создание первой звуковой картины, произведшей революцию в отрасли».